# Tmesisternus wauensis
Tmesisternus wauensis là một loài bọ cánh cứng trong họ Cerambycidae.